# Orden der blauen Binde
Der Orden der blauen Binde war der erste Badische Ritterorden. Gestiftet wurde er von Markgraf Ernst Friedrich von Baden-Durlach im Jahr 1584. Es war eine Adelsvereinigung von evangelischen Edelleuten.

## Geschichte
Nebst dem Stifter und seinem Bruder, Georg Friedrich der auch als designierter Nachfolger bestimmt war, hatte der Orden 1584 27 adelige Mitglieder, die sich alle zur lutherischen oder reformierten Konfession bekannten, wobei Friedrich IV. (Pfalz) das prominenteste Ordensmitglied war. 22 Mitglieder entstammten dem Niederadel – überwiegend der freien Reichsritterschaft. Die Mehrzahl der Ordensmitglieder oder Einigungsgenossen standen in einem zivilen oder militärischen Dienstverhältnis zum Ordensstifter. Ernst Friedrich schloss „durch die Ordensstiftung einen Großteil seiner ranghöchsten Dienstmann zu einem Freundschaftsbund mit dem Charakter eines fürstlichen Freundschaftsordens“ zusammen.
Nach dem Tod des Ordensstifters (1604) übernahm dessen Bruder Georg Friedrich – wie von Beginn an geplant – die Leitung des Ordens. 1608 wurde der Orden reformiert und umbenannt. Er nannte sich nun Orden der Goldenen Klippe. Georg Friedrich erweiterte den Orden auf etwa 60 Mitglieder, wobei nun auch der Hochadel eine deutlich größere Rolle spielte und auch den politischen Interessen Georg Friedrichs diente. Die letzten Hinweise auf die weitere Existenz des Ordens datieren von 1615. Mit der Abdankung Georg Friedrichs als regierender Markgraf und der Nachfolge seines Sohnes Friedrich V., sowie der Niederlage Georg Friedrichs in der Schlacht bei Wimpfen (1622) war das Ende des Ordens besiegelt. Friedrich V. stiftete dann 1623 den neuen Orden des schwarzen Kreuzes.

## Ordensdekoration
Die Ordensdekoration war eine blaue Binde. Nach der Namensänderung des Ordens von 1608 änderte auch das Ordenszeichen. Der Orden wurde an einem grünen Bande getragen und besteht „aus einem Lorbeerkranz, in dessen Mitte sich ein mit Treuhänden belegtes Herz befindet; die Treuhände umfassen ein Bündel von fünf Pfeilen.“ Über dem Herz befindet sich ein Kronreif mit der Inschrift „CONCORDIA ǼTERNA“ (Ewige Eintracht), wobei hier ein Bezug zur lutherischen Konkordienformel angenommen wird.